# Rogi (Miejsce Piastowe)

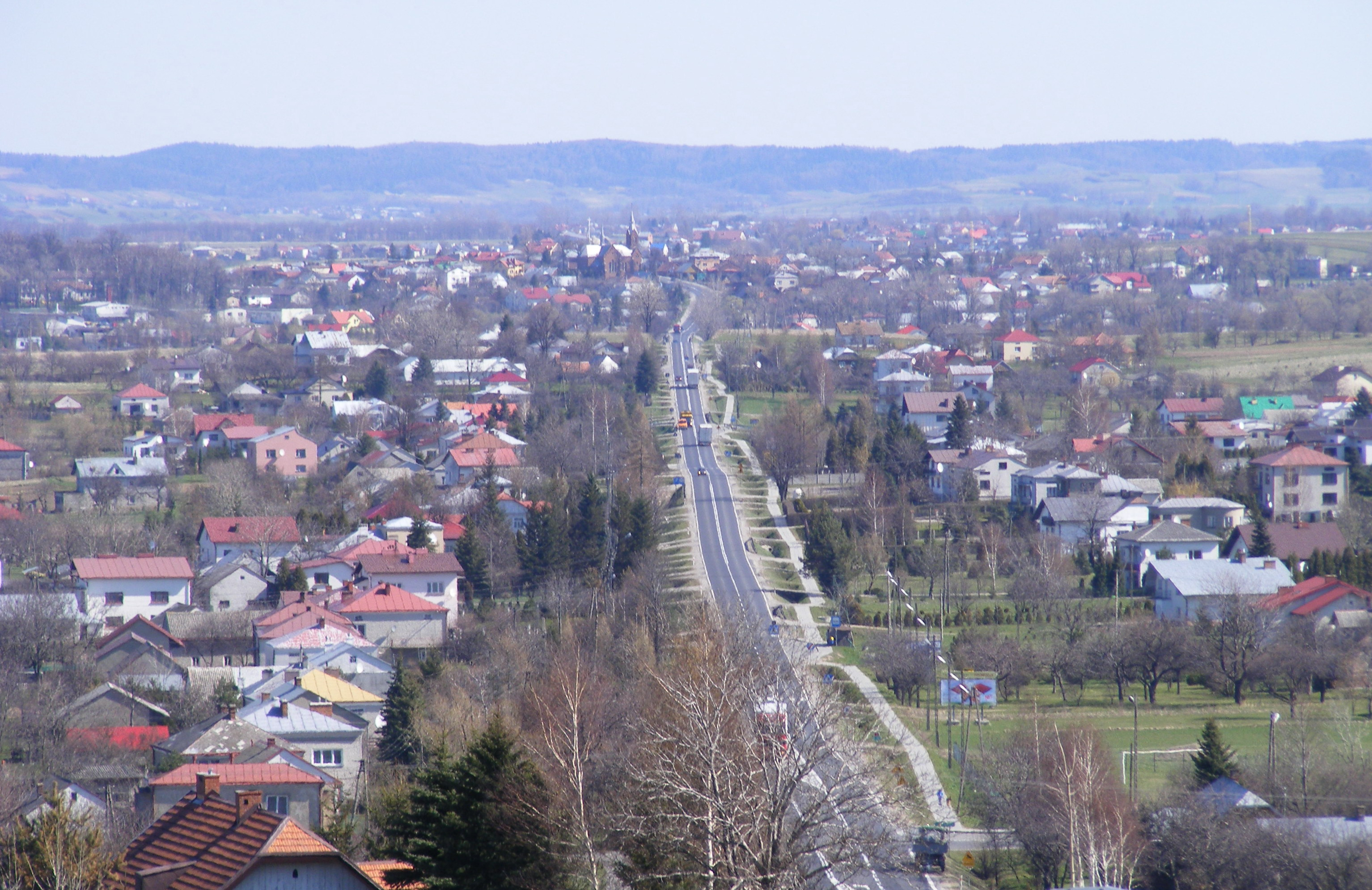
Überblick Richtung Miejsce Piastowe

Rogi ist eine Ortschaft mit einem Schulzenamt der Gemeinde Miejsce Piastowe im Powiat Krośnieński der Woiwodschaft Karpatenvorland in Polen.

## Geographie
Der Ort liegt am Bach Lubatówka im Sanoker Flachland. Die Nachbarorte sind der Sitz der Gemeinde Miejsce Piastowe im Nordosten, Iwonicz im Osten, Lubatówka im Süden, Równe im Südwesten, sowie Wrocanka im Nordwesten. Durch Rogi verläuft die Staatsstraße DK 19, die Białystok über Rzeszów mit Barwinek an der Grenze der Slowakei verbindet.

## Geschichte
Nach Adam Fastnacht könnte das Dorf als ethnisch polnische Siedlung schon vor dem Jahr 1340 bestanden haben, in der Zeit des Fürstentums Halytsch-Wolodymyr, jedoch wurde das Schulzenamt in Rogy, einem königlichen Waldhufendorf mit 110 fränkischen Hufen auf Magdeburger Recht, erst im Jahr 1358 erwähnt (die Abschrift aus dem Jahr 1524 wurde falsch auf das Jahr 1348 datiert, was zu einer Verwirrung in älterer und populärwissenschaftlicher Literatur führte), als es von König Kasimir dem Großen an Petro, den Vogt des Dorfs Kołaczyce, verkauft wurde. Das Verkaufsdokument erwähnt eine Hufe, die für eine [römisch-katholische] Kirche bestimmt sein sollte. Der Ortsname hat ausschließlich polnische Phonetik (keine lokal[polnisch]en oder ruthenischen bzw. ukrainischen Eigenschaften).
Im 15. Jahrhundert wurde das Gebiet teilweise von Walddeutschen besiedelt und der NS-Historiker Kurt Lück bezeichnete Rogi als ein deutsches Dorf, aber die Forscher Adam Fastnacht, sowie Wojciech Blajer sahen einzelne deutsche Nachnamen als unzureichendes Indiz zur endgültigen Beurteilung.
Bei der Ersten Teilung Polens kam Rogi 1772 zum neuen Königreich Galizien und Lodomerien des habsburgischen Kaiserreichs (ab 1804). Ab dem Jahr 1855 gehörte Rogi zum Bezirk Krosno.
Nach dem Ende des Ersten Weltkriegs und dem Zusammenbruch der k.u.k. Monarchie, kam Rogi 1918 zu Polen. Unterbrochen wurde dies nur durch die Besetzung Polens durch die Wehrmacht im Zweiten Weltkrieg. Von 1975 bis 1998 gehörte Rogi zur Woiwodschaft Krosno.

## Sehenswürdigkeiten

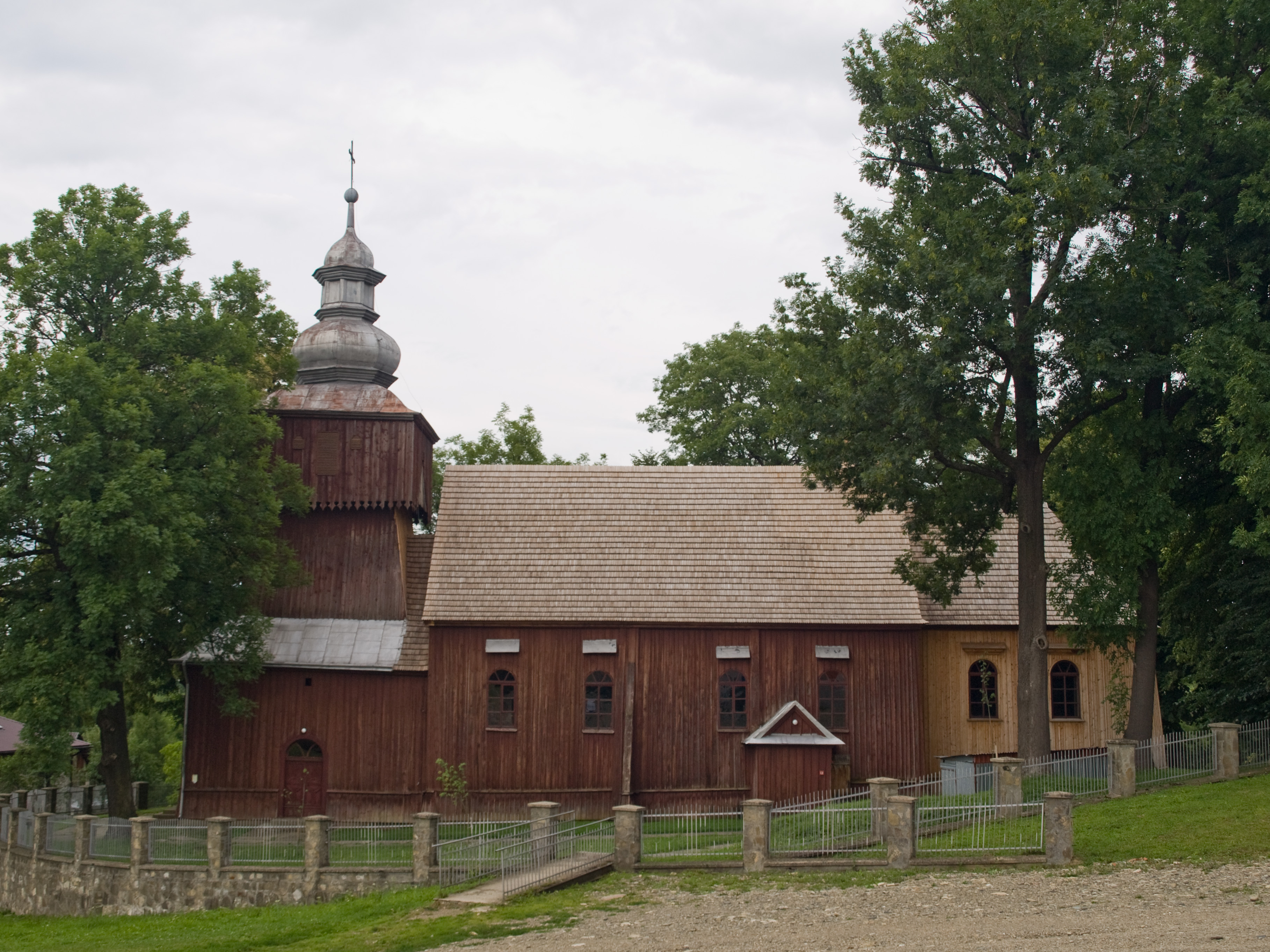
Holzkirche

- Römisch-katholische Holzkirche an der Holzarchitekturroute gelegen